# Кащру Верди
Кащру Верди (на португалски: Castro Verde, [ˈkaʃtɾu ˈveɾd(ɨ)]) е град в южна Португалия, част от окръг Бежа в региона Алентежу. Населението му е около 7 300 души (2011).
Разположен е на 180 метра надморска височина, на 39 километра югозападно от град Бежа и на 53 километра западно от границата с Испания. Селището е известно още от Античността, а през първата половина на XIII век става част от Португалия.